# Jakki Degg
Jakki Degg (n. 20 februarie 1978, Stone, Staffordshire, Anglia, Regatul Unit) este o  actriță și un fotomodel englez. Cea mai mare a parte a activității sale a fost desfășurat-o în Anglia.
A apărut în filme cinema și de televiziune, a pozat pentru diferite reviste de modă⁠(d).
Ea apare în filmele Is Harry on the Boat? (Sky One), Remember My Dream, The Games, la emisiunea 24 Hour Quiz ca și filmul EuroTrip.